# カンムリカワセミ
カンムリカワセミ（学名：Alcedo cristata）は、ブッポウソウ目カワセミ科に分類される鳥類の一種。

## 形態
全長約13cmほどの小型のカワセミである。

## 分布
サハラ砂漠以南のアフリカ

## 亜種
- A. c. christata
- A. c. galerita
- A. c. robertsi
- A. c. stuartkeithi